# Blair Brown
Blair Brown (Washington, 23 aprile 1946) è un'attrice statunitense.

## Biografia
Figlia di Anna Elisabetta Blair, insegnante, e di Milton Henry Brown, agente dell'intelligence statunitense, si diploma nel 1969 alla Scuola Nazionale di Teatro del Canada. Acquisì notorietà partecipando come attrice allo Stratford Shakespeare Festival in Canada. Dal 1977 al 1985 è stata fidanzata con l'attore Richard Jordan, conosciuto girando la miniserie Captains and the Kings nel 1976. Da lui ha avuto un figlio, Robert Christopher, nato nel 1982.
Attiva in teatro, cinema, televisione, ha avuto una serie di ruoli di alto profilo. Esordisce nel film premio Oscar Esami per la vita, in seguito è coprotagonista con William Hurt in Stati di allucinazione e ottiene un Tony Award per il suo ruolo nella produzione teatrale a Broadway dal titolo Copenaghen. Ha partecipato ad alcuni episodi di serie televisive, tra cui Smallville, e ha fatto da controparte femminile a John Belushi nel film Chiamami aquila, del 1981, ottenendo una nomination al Golden Globe nella categoria Best Motion Picture Actress in a Comedy/Musical. Nota al pubblico per l'interpretazione del personaggio di Nina Sharp nella serie Fringe, nel 2016 ha interpretato Judy King nella serie Orange Is the New Black.

## Filmografia parziale

### Cinema
- Stati di allucinazione (Altered States), regia di Ken Russell (1980)
- Chiamami aquila (Continental Divide), regia di Michael Apted (1981)
- Il sentiero dei ricordi (Stealing Home), regia di Steven Kampmann e William Porter (1988)
- Spalle nude (Strapless), regia di David Hare (1989)
- The Astronaut's Wife - La moglie dell'astronauta (The Astronaut's Wife), regia di Rand Ravich (1999)
- Space Cowboys, regia di Clint Eastwood (2000)
- Dogville, regia di Lars von Trier (2003)
- Loverboy, regia di Kevin Bacon (2005)
- The Sentinel - Il traditore al tuo fianco (The Sentinel), regia di Clark Johnson (2006)

### Televisione
- Capitani e Re (Captains and the Kings), regia di Douglas Heyes e Allen Reisner – miniserie TV (1976)
- Kojak serieTV, episodio 4x13
- Smallville – serie TV, episodio 2x07 (2002)
- CSI: Miami – serie TV, episodio 1x11 (2002)
- E.R. - Medici in prima linea (ER) – serie TV, 1 episodio (2004)
- Dark Shadows, regia di P. J. Hogan – film TV (2005)
- Falling Skies – serie TV, episodio 1x08 (2011)
- Fringe – serie TV, 90 episodi (2008-2012)
- The Affair - Una relazione pericolosa (The Affair) – serie TV, episodio 1x08 (2014)
- Forever – serie TV, episodio 1x10 (2014)
- Person of Interest – serie TV, episodio 4x14 (2015)
- Limitless – serie TV, 8 episodi (2015-2016)
- Orange Is the New Black – serie TV, 23 episodi (2015-2017)
- Elementary – serie TV, episodi 5x15-5x16 (2017)
- Jack Ryan – serie TV, 2 episodi (2018)

## Teatro
- La commedia degli errori, di William Shakespeare. Delacorte Theatre di New York (1975)
- L'opera da tre soldi, di Bertolt Brecht e Kurt Weill. Lincoln Center di Broadway(1977)
- The Secret Rapture, di David Hare. Ethel Barrymore Theatre di Broadway (1989)
- Arcadia, di Tom Stoppard. Vivian Beaumont Theatre di Broadway (1995)
- Cabaret, di John Kander, Fred Ebb e Joe Masteroff. Studio 54 di Broadway (1998 e 2003)
- Camino Real, di Tennessee Williams. Williamstown Theatre Festival di Williamstown (1999)
- James Joyce's The Dead, di Richard Nelson e Shaun Davey. Playwrights Horizons di New York (1999), Belasco Theatre di Broadway (2000)
- Copenhagen, di Michael Frayn. Bernard B. Jacobs Theatre di Broadway (2000)
- A Little Night Music, di Stephen Sondheim e Hugh Wheeler. Lincoln Center di Washington (2002)
- Humble Boy, di Charlotte Jones. City Center di New York (2003)
- The Clean House, di Sarah Ruhl. Lincoln Center di New York (2006)
- Nikolai and the Others, di Richard Nelson. Lincoln Center di New York (2013)
- Mary Page Marlowe, di Tracy Letts. Steppenwolf Downstairs Theatre di Chicago (2016), Second Stage Theater di New York (2018)
- On the Shore of the Wide World, di Stephen Simons. Atlantic Theater di New York (2017)
- The Parisian Woman, di Beau Willimon. Hudson Theatre di Broadway (2017)
- The Minutes, di Tracy Letts. Second Stage Theater di New York (2018), Cort Theatre di Broadway (2020)

## Doppiatrici italiane
Nelle versioni in italiano delle opere in cui ha recitato, Blair Brown è stata doppiata da:
- Elettra Bisetti in Stati di allucinazione, Il sentiero dei ricordi
- Rita Savagnone in CSI: Miami, Fringe
- Paila Pavese in Chiamami aquila
- Eva Ricca in Spalle nude
- Vittoria Febbi in Space Cowboys
- Lorenza Biella in Dogville
- Angiola Baggi in Loverboy
- Melina Martello in The Sentinel - Il traditore al tuo fianco
- Roberta Paladini in Smallville
- Graziella Polesinanti in Elementary
- Anna Rita Pasanisi in Orange Is the New Black
- Stefania Giacarelli in Jack Ryan